# Jaap ter Linden
Jaap ter Linden (Rotterdam, 10 aprile 1947) è un violoncellista, gambista e direttore d'orchestra olandese, specializzato nell'esecuzione di musica del periodo barocco e classico su strumenti originali.

## Biografia
Ha cominciato la sua carriera come primo violoncello in orchestre barocche, come la Musica Antiqua Köln, The English Concert e la Amsterdam Baroque Orchestra. È cofondatore dell'ensemble Musica da Camera, e nel 2000 ha fondato la Mozart Akademie di Amsterdam, un'orchestra specializzata nel repertorio classico, con la quale ha registrato l'integrale delle sinfonie di Wolfgang Amadeus Mozart.
È stato direttore ospite di orchestre sia moderne che barocche fra cui Deutsche Kammerphilharmonie, Portland Baroque Orchestra, European Union Baroque Orchestra, e Philharmonia Baroque Orchestra. Inoltre ha diretto opere liriche fra le quali il King Arthur di Henry Purcell e l'Ifigenia in Aulide di Christoph Willibald Gluck.
Ha suonato musica da camera con il pianista Ronald Brautigam, i violinisti Elizabeth Wallfisch, Andrew Manze e John Holloway e i clavicembalisti Richard Egarr e Lars Ulrik Mortensen. Con Egarr ha registrato le sonate per viola da gamba e clavicembalo di Johann Sebastian Bach, e con Egarr e Manze, le sonate per violino di Bach. Con Mortensen e Holloway, ha registrato tutta la musica da camera di Dieterich Buxtehude, e con Ton Koopman le sonate per violoncello di Pieter Hellendaal. Ha registrato due volte le sei suite per violoncello solo di Johann Sebastian Bach.
Suona su un violoncello costruito dal liutaio Giovanni Grancino (Milano, 1703)